# Sonate K. 283
Pour la sonate de Mozart, voir Sonate pour piano no 5 de Mozart.
La sonate K. 283 (F.231/L.318) en sol majeur est une œuvre pour clavier du compositeur italien Domenico Scarlatti.

## Présentation
La sonate K. 283, en sol majeur, notée Andante allegro, forme une paire avec la sonate suivante. Le motif d'ouverture reprend les motifs rythmiques de la sonate K. 270, mais elle est plus variée en raison des motifs en triolets de chaque conclusion et les modulations de la seconde section. Pestelli la voit comme une sorte de villanelle ou une vieille chanson populaire, joyeuse.

## Manuscrits
Le manuscrit principal est le numéro 18 du volume V (Ms. 9776) de Venise (1753), copié pour Maria Barbara ; les autres sont Parme VII 12 (Ms. A. G. 31412), Münster V 4 (Sant Hs 3968) et Vienne A 4 (VII 28011 A).

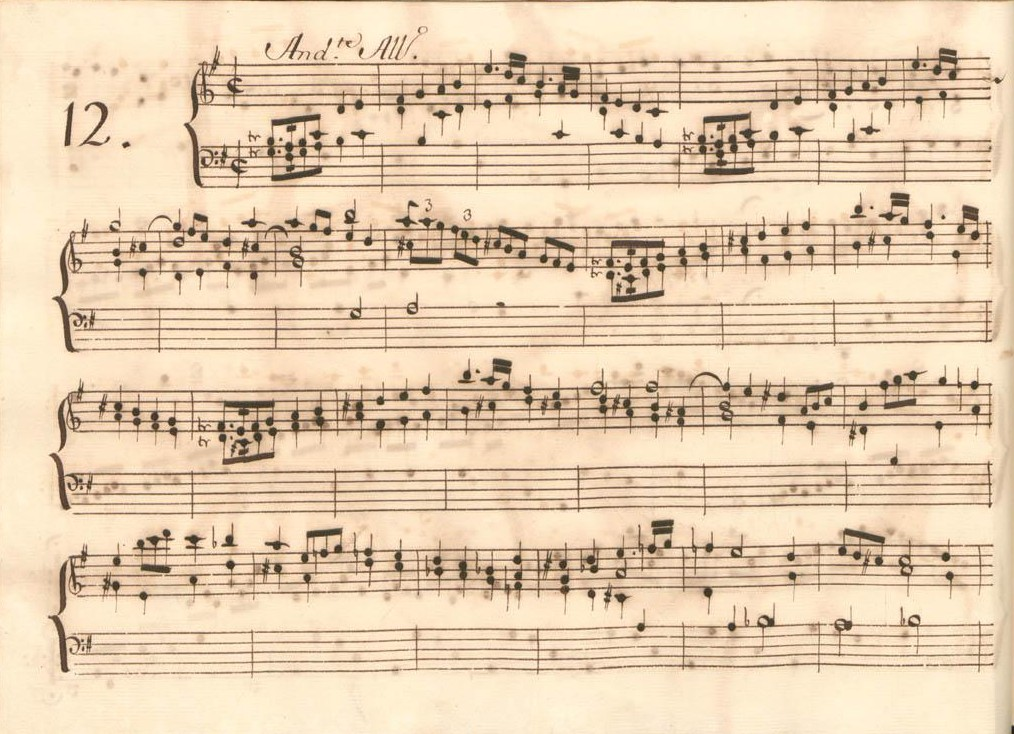
Parme VII 12.
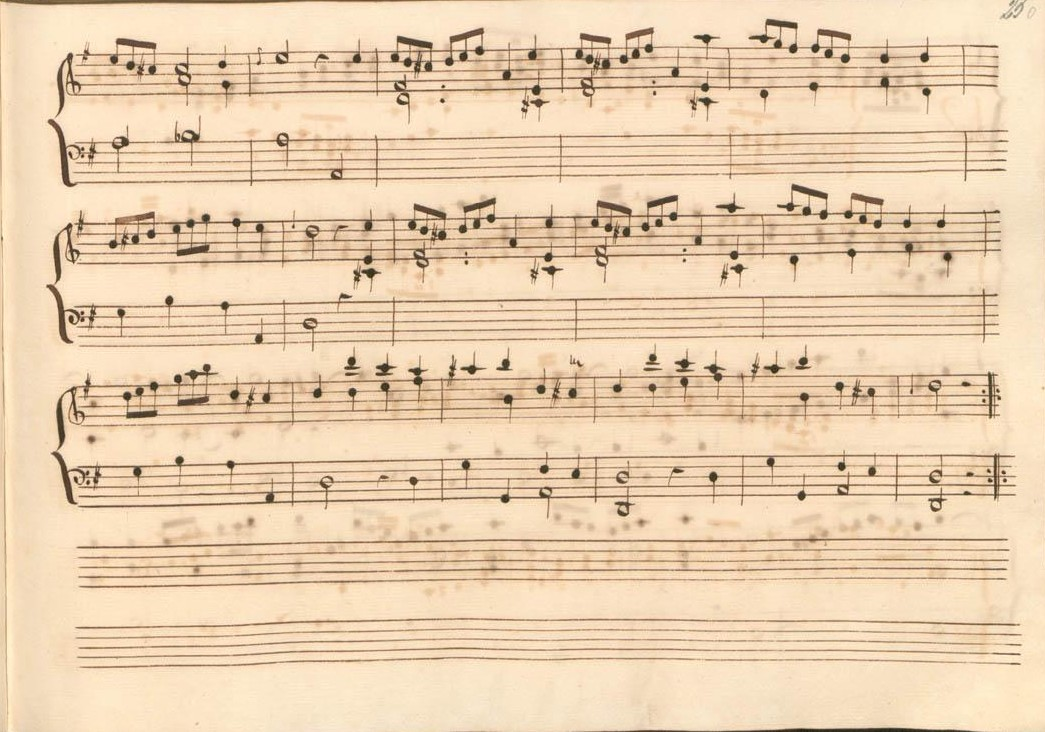
Parme VII 12.
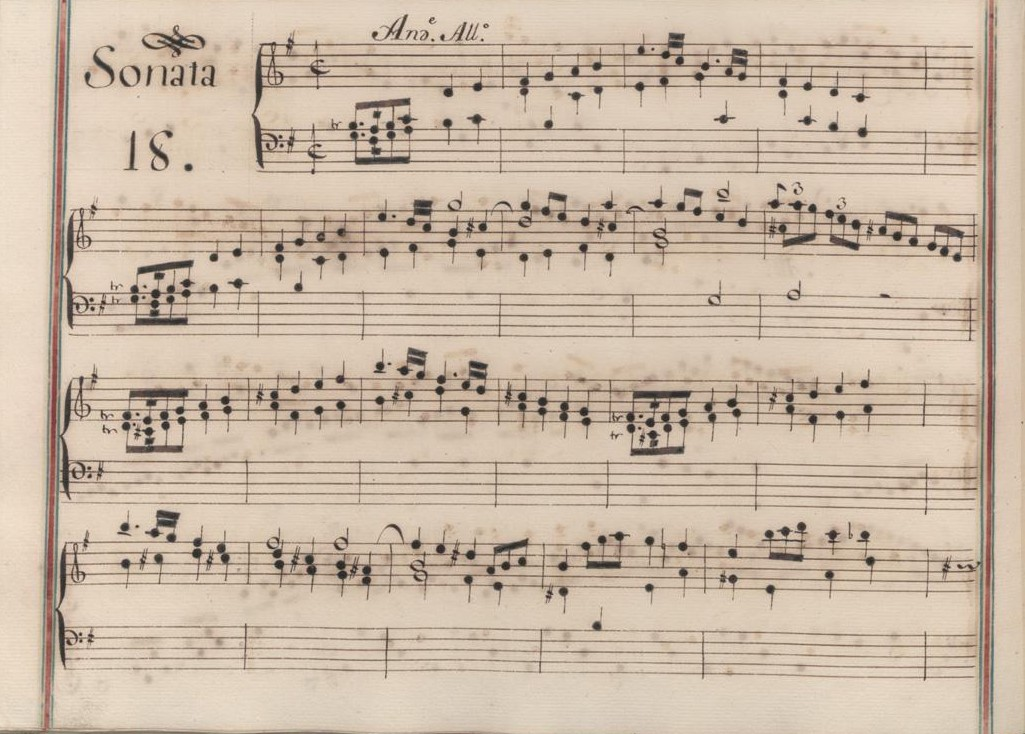
Venise V 18.
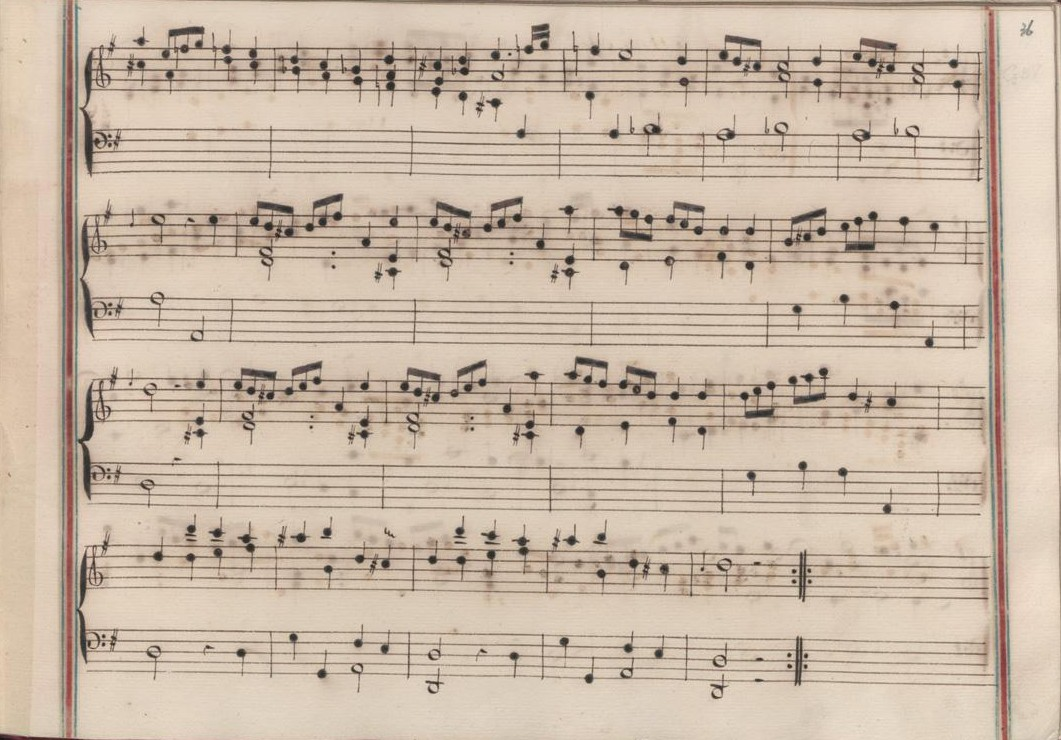
Venise V 18.

## Interprètes
La sonate K. 283 est défendue au piano, notamment par Mikhaïl Pletnev (1994, Virgin), Konstantin Scherbakov (2000, Naxos, vol. 7) Carlo Grante (2012, Music & Arts, vol. 3) ; au clavecin par Scott Ross (1985, Erato), Richard Lester (2002, Nimbus, vol. 2) et Pieter-Jan Belder (Brilliant Classics). Nicola Reniero l'interprète à l'orgue (2016, Brilliant Classics), Teodoro Anzellotti l'interprète à l'accordéon (2001, Winter & Winter) et Narciso Yepes (1985, DG) la joue à la guitare.

## Sources
: document utilisé comme source pour la rédaction de cet article.
- Ralph Kirkpatrick (trad. de l'anglais par Dennis Collins), Domenico Scarlatti, Paris, Lattès, coll. « Musique et Musiciens », 1982 (1re éd. 1953 (en)), 493 p. (ISBN 978-2-7096-0118-4, OCLC 954954205, BNF 34689181).
- Alain de Chambure, « Domenico Scarlatti : Intégrale des sonates — Scott Ross », Erato (2564-62092-2), 1985 (OCLC 891183737) .
- (en) Carlo Grante, « Domenico Scarlatti, intégrale des sonates pour clavier (vol. 3) », Music & Arts (CD-1292), 2013 (OCLC 907929504) .